# 边塞锦鸡儿
边塞锦鸡儿（学名：Caragana bongardiana）为豆科锦鸡儿属下的一个种。

## 扩展阅读
- 維基物種上的相關：边塞锦鸡儿